# Idol (film 1966)
Idol (beng. নায়ক / Nayak) – indyjski dramat filmowy z 1966 roku w reżyserii Satyajita Raya.

## Obsada
- Uttam Kumar – Arindam Mukherjee
- Sharmila Tagore – Aditi
- Bireswar Sen – Mukunda Lahiri
- Somen Bose	... 	Sankar
- Nirmal Ghosh	... 	Jyoti
- Premangshu Bose	... 	Biresh
- Sumita Sanyal	... 	Promila Chatterjee
- Ranjit Sen	... 	Haren Bose
- Bharati Devi	... 	Manorama (żona p. Bose)
- Lali Chowdhury	... 	Bulbul (córka p. Bose)
- Kamu Mukherjee	... 	Pritish Sarkar
- Susmita Mukherjee	... 	Molly (żona Sarkara)
- Subrata Sensharma	... 	Ajoy
- Jamuna Sinha	... 	Sefalika (żona Ajoya)
- Hiralal	... 	Kamal Misra